# Ardglen
Ardglen är en by (locality) i Liverpool Plains Shire i New South Wales i Australien. Folkmängden uppgick till 366 år 2006.

## Kommunikationer

### Järnväg
Ardglen är belägen på järnvägsbanan Main Northern Line, järnvägsstationen Ardglen Railway Station är nedlagd.

### Väg
Ardglen är belägen på landsvägen New England Highway.